# Prionopetalum tricuspis
Prionopetalum tricuspis är en mångfotingart som beskrevs av Henri W. Brölemann 1920. Prionopetalum tricuspis ingår i släktet Prionopetalum och familjen Odontopygidae. Inga underarter finns listade i Catalogue of Life.